# Pamiers
Pamiers este un oraș în sudul Franței, sub-prefectură a departamentului Ariège, în regiunea Midi-Pirinei. 
1. ↑  répertoire géographique des communes, accesat în 26 octombrie 2015
2. ↑  dataset of postal codes in France, 1 octombrie 2018